# Sulle nuvole
Sulle nuvole è un film italiano del 2022 diretto da Tommaso Paradiso, interpretato da Marco Cocci e Barbara Ronchi.

## Trama
Nic Vega ha un passato di successo nella musica, con alle spalle una gloriosa carriera da cantante e una grande storia d’amore chiusa da anni. 
Ormai in crisi da tempo, quando realizza di aver perso tutto - fama, amici e ispirazione - Nic decide di tornare da lei, Francesca, irrompendo così nella sua vita serena e felice.

## Distribuzione
Il trailer è stato pubblicato il 15 febbraio 2022; il film è stato distribuito nelle sale italiane a partire dal 26 aprile successivo.